# Styringomyia caudifera
Styringomyia caudifera är en tvåvingeart som beskrevs av Alexander 1953. Styringomyia caudifera ingår i släktet Styringomyia och familjen småharkrankar.
Artens utbredningsområde är Thailand. Inga underarter finns listade i Catalogue of Life.